# 布商大厦四重奏团

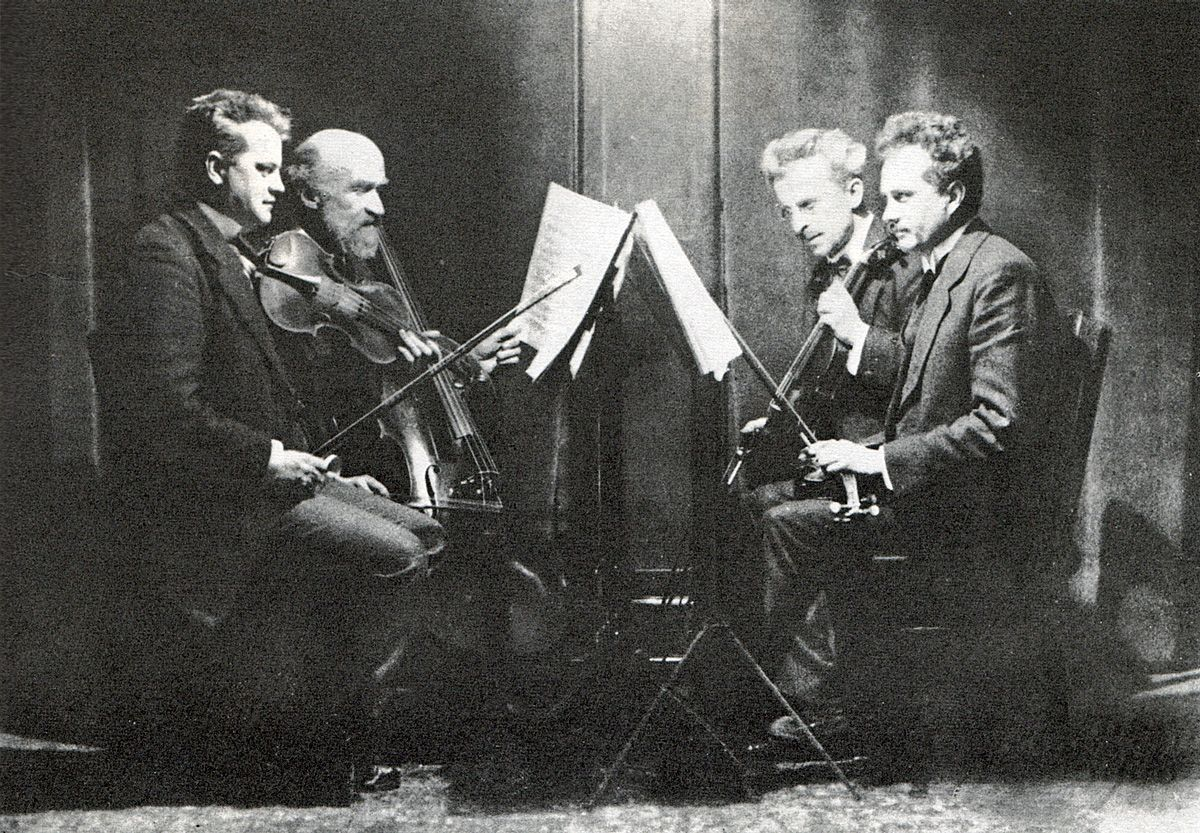
1920年代的四重奏攝像

布商大厦弦乐四重奏团（德語：Gewandhaus-Quartett）是弦乐四重奏历史上建团最悠久的四重奏组。1808年創立，其成员主要来自德国萊比錫布商大廈管弦樂團的樂團首席與演奏員，專擅德奥古典樂派弦乐四重奏之詮釋。

## 成員
創始的團員是小提琴家馬特伊、小提琴家坎帕尼歐里、中提琴家沃伊特及大提琴家杜超威。
目前（2020年）格万特豪斯四重奏组成员是法蘭克-米歇爾·艾爾本（小提琴）、康拉德·蘇斯克（小提琴）、安東·吉瓦埃夫（中提琴）、李歐納德·弗萊-邁巴赫（大提琴）。

## 外部連結
- 布商大厦四重奏团的Discogs页面（英文）